# オブライエン郡 (アイオワ州)
オブライエン郡（英: O'Brien County）は、アメリカ合衆国アイオワ州の北西部に位置する郡である。2010年国勢調査での人口は14,398人であり、2000年の15,102人から4.7％減少した。郡庁所在地はプリマー市（人口909人）であり、同郡で人口最大の都市はシェルドン市（人口5,188人）である。

## 歴史
オブライエン郡は1848年のアイルランド独立で指導者だったウィリアム・スミス・オブライエンに因んで名付けられており、アメリカ合衆国では唯一のオブライエン郡である。1851年に設立された。現在の郡庁舎は1917年に完成したものであり、アメリカ合衆国国家歴史登録財に指定された。

## 地理
アメリカ合衆国国勢調査局に拠れば、郡域全面積は573.25平方マイル (1,484.7 km2)であり、このうち陸地573.08平方マイル (1,484.3 km2)、水域は0.17平方マイル (0.44 km2)で水域率は0.03％である。

### 主要高規格道路
| - アメリカ国道18号線 - アメリカ国道59号線 - アイオワ州道10号線 | - アイオワ州道60号線 - アイオワ州道143号線 |

### 隣接する郡
- オセオラ郡 - 北
- クレイ郡 - 東
- チェロキー郡 - 南
- スー郡 - 西

## 人口動態

2000人口ピラミッド

以下は2000年国勢調査による人口統計データである。
| 基礎データ - 人口: 14,398人 - 世帯数: 6,069 世帯 - 家族数: 3,927 家族 - 人口密度: 10人/km2（25人/mi2） - 住居数: 6,649軒 - 住居密度: 4軒/km2（11軒/mi2） 人種別人口構成 - 白人: 96.0% - アフリカン・アメリカン: 0.5% - ネイティブ・アメリカン: 0.1% - アジア人: 0.6% - その他の人種: 2.0% - 混血: 0.8% - ヒスパニック・ラテン系: 3.8% 年齢別人口構成 - 18歳未満: 25.7% - 18-24歳: 4.6% - 25-44歳: 21.3% - 45-64歳: 28.1% - 65歳以上: 20.4% - 年齢の中央値: 44歳 - 性比（女性100人あたり男性の人口） - 総人口: 95.8 - 18歳以上: 99.1 | 世帯と家族（対世帯数） - 18歳未満の子供がいる: 26.0% - 結婚・同居している夫婦: 55.1% - 未婚・離婚・死別女性が世帯主: 6.1% - 非家族世帯: 35.3% - 単身世帯: 31.5% - 65歳以上の老人1人暮らし: 33.1% - 平均構成人数 - 世帯: 2.31人 - 家族: 2.89人 収入と家計 - 収入の中央値 - 世帯: 44,018米ドル - 家族: 58,127米ドル - 人口1人あたり収入: 24,771米ドル - 貧困線以下 - 対人口: 11.0% - 対家族数: 6.3% - 18歳未満: 15.7% - 65歳以上: 8.3% |

## 都市と町

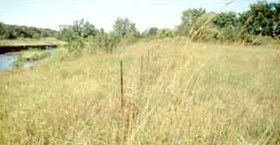
インディアン集落の遺跡、アメリカ合衆国国家歴史登録財に指定

| - シェルドン - プリマー - 郡庁所在地 - アーチャー - カルメット | - ハートリー - ポーリナ - サンボーン - サザランド |

### 郡区
- ベーカー郡区
- カレドニア郡区
- キャロル郡区
- センター郡区
- デール郡区
- フロイド郡区
- フランクリン郡区
- グラント郡区
- ハートレー郡区
- ハイランド郡区
- リバティ郡区
- リンカーン郡区
- オメガ郡区
- サミット郡区
- ユニオン郡区
- ウォーターマン郡区